# Периоральный дерматит
Периоральный дерматит — тип кожной сыпи, которая обычно возникает вокруг рта, глаз и ноздрей. Симптомы включают множественные мелкие (1-2 мм) красные шишки и пузырьки, иногда на фоне шелушения. Также могут присутствовать зуд и жжение. Реже поражаются гениталии. Область непосредственно вокруг губ обычно не поражается.
Причина возникновения неясна. Установлена связь заболевания с местными или ингаляционными стероидами, а увлажняющие средства, косметика, фторированная зубная паста и солнцезащитный крем могут способствовать его возникновению. Диагностика обычно основывается на симптомах, в случае сомнения используется биопсия кожи. К похожим заболеваниям относятся розацеа, акне, аллергический дерматит и дерматит вследствие облизывания губ.
Лечение обычно заключается в прекращении использования стероидных кремов, косметики и солнцезащитного крема. Быстрое прекращение приема стероидов может изначально ухудшить сыпь, поэтому может быть рекомендовано постепенное прекращение их использования. Первоначало в качестве медицинского препарата могут применяться крем с метронидазолом или клиндамицином. Если этого недостаточно, можно принимать внутрь доксициклин, тетрациклин или изотретиноин. Для улучшения состояния может потребоваться несколько недель или месяцев. Заболевание может носить хронический или периодический характер.
Согласно оценкам, в развитых странах от этого заболевания ежегодно страдают от 0,5 % до 1 % людей. До 90 % заболевших — женщины в возрасте от 15 до 45 лет. Использование термина «дерматит» является неправильным, поскольку это не экзематозный процесс.